# Список дипломатических миссий Багамских Островов

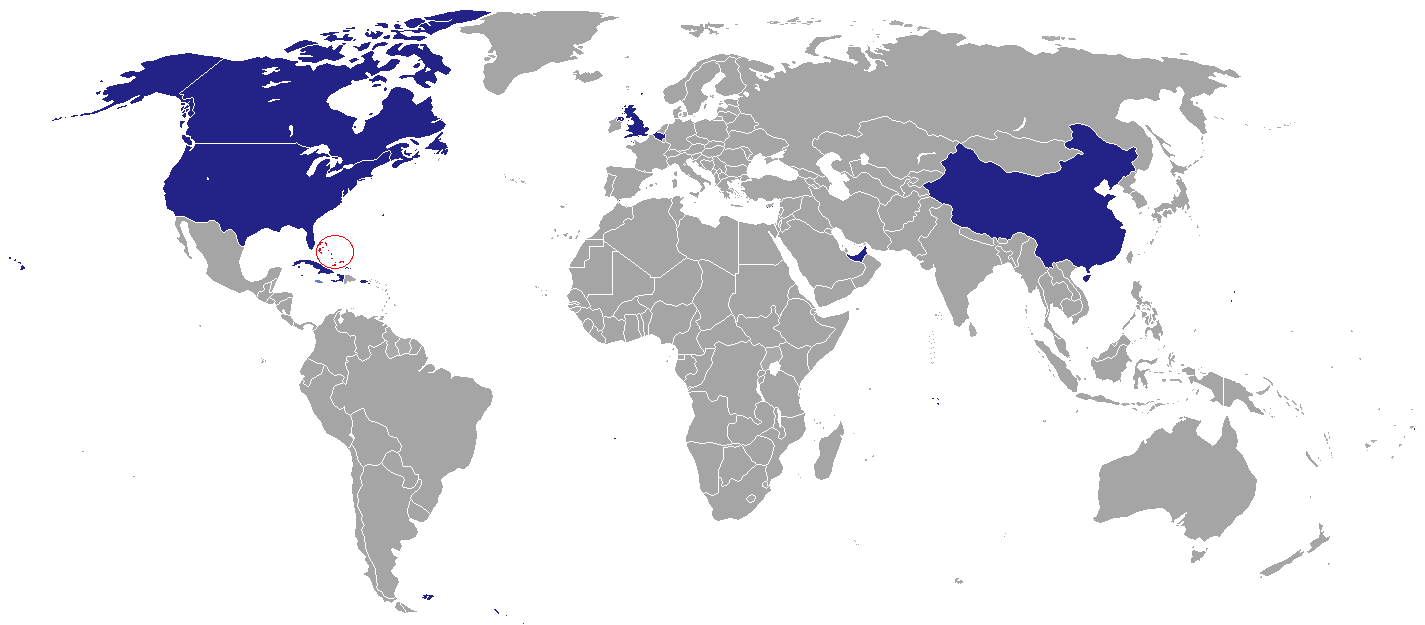

Список дипломатических миссий Багамских Островов — островное государство Багамские острова располагает крайне ограниченным количеством дипломатических представительств. В странах-членах Британского содружества миссии этой страны возглавляют «высшие комиссары» в ранге послов.

## Европа
- Великобритания, Лондон (высший комиссариат)
- Бельгия, Брюссель (посольство)

## Америка
- Канада, Оттава (высший комиссариат)
- Куба, Гавана (посольство)
- Гаити, Порт-о-Пренс (посольство)
- США, Вашингтон (посольство)
  - Майями (генеральное консульство)
  - Нью-Йорк (генеральное консульство)

## Азия
- Китай, Пекин (посольство)

## Международные организации
- - Нью-Йорк (постоянная миссия при ООН)
  - Вашингтон (постоянная миссия при ОАГ)